# Colluricincla woodwardi
El picanzo roquero (Colluricincla woodwardi) es una especie de ave paseriforme de la familia Colluricinclidae endémica de Australia.